# WFV-Pokal 1950/51
Der WFV-Pokal 1950/51 war die sechste Austragung des durch den WFV durchgeführten Pokalwettbewerbs im württembergischen Fußball und die erste Austragung als reiner Amateur-Pokalwettbewerbs. Titelverteidiger war der 1. FC Normannia Gmünd. Im Finale am 26. August 1951 im Schorndorfer Stadion setzte sich der ESC Ulm mit einem 3:0-Finalsieg über die TSG Öhringen durch und wurde zum ersten Mal Landespokalsieger.

## Hintergrund
Ende 1945 hatte der WFV die sogenannte Verbandspokalmeisterschaft eingeführt, ab Februar 1946 fanden die ersten Spiele statt. Bis 1950 waren alle württembergischen Vereine an den Pokalwettbewerb teilnahmeberechtigt, ehe aufgrund der Einführung des Vertragsspielerstatuts im bundesweiten Spielbetrieb in den Oberligen sowie der II. Division Süd durch den Süddeutschen Fußball-Verband ab Sommer 1950 der WFV in der Folge die Teilnahme auf Amateurvereine eingeschränkte. Einen Süddeutschen Pokal gab es erst wieder aber der folgenden Spielzeit, parallel pausierte der WFV-Pokal zunächst.
Der ESC Ulm war im Sommer 1950 – noch unter dem alten Namen SC Ulm – aus der zweitklassigen Landesliga Württemberg abgestiegen und spielte daher aufgrund der Einführung der II. Division Süd nur noch viertklassig. Dort wurde die Mannschaft Meister, verpasste aber in den Aufstiegsspielen die Rückkehr in die höchste württembergische Spielklasse. Ebenso trat Finalgegner TSG Öhringen seinerzeit viertklassig an, nach dem Abstieg aus der Landesliga 1949 ebenfalls in der Spielzeit 1950/51 auf Bezirksebene aktiv.

## 1. Runde
| Datum        |                       | Ergebnis  |                     |
| ------------ | --------------------- | --------- | ------------------- |
| 6. Mai 1951  | FV Backnang           | 2:0       | Spfr. Esslingen     |
| 6. Mai 1951  | SV Vaihingen          | 2:0       | TSV Nordheim        |
| 6. Mai 1951  | TSF Ditzingen         | 2:4       | SpVgg Heilbronn     |
| 6. Mai 1951  | SG Bad Wimpfen        | 5:3 n. V. | SpVgg Bad Cannstatt |
| 6. Mai 1951  | TSV Oberensingen      | 1:4       | Kickers Vöhringen   |
| 6. Mai 1951  | FV Senden             | 1:2       | SV Göppingen        |
| 6. Mai 1951  | TSG Öhringen          | 3:0       | SV Fellbach         |
| 6. Mai 1951  | Spfr. Schwäbisch Hall | 4:3       | SKG Hedelfingen     |
| 6. Mai 1951  | SV Mergelstetten      | Verzicht  | TSV Crailsheim      |
| 13. Mai 1951 | VfL Neckargartach     | 3:1       | TV Echterdingen     |
| 20. Mai 1951 | SpVgg Ludwigsburg     | 4:3       | VfB Sontheim        |

## 2. Runde
| Datum        |                    | Ergebnis  |                       |
| ------------ | ------------------ | --------- | --------------------- |
| 20. Mai 1951 | SpVgg Plattenhardt | 4:1       | FC Donzdorf           |
| 20. Mai 1951 | SpVgg Heilbronn    | 6:1       | SV Vaihingen          |
| 20. Mai 1951 | Spfr. Lauffen      | 1:6       | TSG Öhringen          |
| 20. Mai 1951 | Spfr. Lorch        | 3:1 n. V. | TSVgg Münster         |
| 20. Mai 1951 | FV Burgberg        | Verzicht  | TSG Söflingen         |
| 20. Mai 1951 | TSV Herbrechtingen | 2:0       | Spfr. Schwäbisch Hall |
| 20. Mai 1951 | SC Geislingen      | 2:2 n. V. | FV Backnang (1)       |
| 20. Mai 1951 | SV Göppingen       | 4:0       | SV Mergelstetten      |
| 20. Mai 1951 | Kickers Vöhringen  | 6:3 n. V. | TSG Giengen           |
| 20. Mai 1951 | SpVgg Neu-Ulm      | 0:5       | ESC Ulm               |
| 20. Mai 1951 | TSV Künzelsau      | 5:6 n. V. | SG Bad Wimpfen        |
| 20. Mai 1951 | VfL Neckargartach  | 3:1       | PSV Stuttgart         |
| 26. Mai 1951 | SpVgg Ludwigsburg  | 6:2       | Spfr. Gmünd           |

## 3. Runde
| Datum         |                    | Ergebnis  |                            |
| ------------- | ------------------ | --------- | -------------------------- |
| 2. Juni 1951  | SV Göppingen       | 3:1       | Sportvg Feuerbach          |
| 2. Juni 1951  | SG Bad Wimpfen     | 1:2 n. V. | VfL Neckargartach          |
| 2. Juni 1951  | TSG Söflingen      | 3:5       | Kickers Vöhringen          |
| 3. Juni 1951  | SpVgg Ludwigsburg  | 3:1       | FV Zuffenhausen            |
| 3. Juni 1951  | FV Backnang        | 5:1       | Spfr. Stuttgart            |
| 3. Juni 1951  | Spfr. Lorch        | 5:0       | Normannia Gmünd            |
| 3. Juni 1951  | TSG Öhringen       | 6:0       | SC Stuttgart               |
| 3. Juni 1951  | SpVgg Heilbronn    | 1:3 n. V. | FV Salamander Kornwestheim |
| 3. Juni 1951  | ESC Ulm            | 4:1       | TSV Herbrechtingen         |
| 17. Juni 1951 | SpVgg Plattenhardt | 2:3       | VfL Kirchheim/Teck         |

## Achtelfinale
| Datum         |                            | Ergebnis |                    |
| ------------- | -------------------------- | -------- | ------------------ |
| 16. Juni 1951 | ESC Ulm                    | 3:2      | 1. Göppinger SV    |
| 16. Juni 1951 | SC Steinbach Hall          | 2:4      | FV Backnang        |
| 17. Juni 1951 | FV Salamander Kornwestheim | 5:2      | Sportfreunde Lorch |
| 17. Juni 1951 | VfL Neckargartach          | 2:5      | TSG Öhringen       |
| 17. Juni 1951 | Kickers Vöhringen          | 4:5      | Spvgg Ludwigsburg  |

Freilos: VfL Kirchheim/Teck

## Viertelfinale
| Datum         |                   | Ergebnis |                            |
| ------------- | ----------------- | -------- | -------------------------- |
| 23. Juni 1951 | 1. FC Eislingen   | 2:3      | ESC Ulm                    |
| 30. Juni 1951 | SpVgg Ludwigsburg | 4:2      | SG 07 Untertürkheim        |
| 30. Juni 1951 | TSG Öhringen      | 8:1      | FV Salamander Kornwestheim |
| 30. Juni 1951 | FV Backnang       | 3:1      | VfL Kirchheim/Teck         |

## Semifinale
| Datum           |              | Ergebnis |                   |
| --------------- | ------------ | -------- | ----------------- |
| 11. August 1951 | ESC Ulm      | 5:2      | FV Backnang       |
| 12. August 1951 | TSG Öhringen | 4:2      | SpVgg Ludwigsburg |

## Endspiel
| ESC Ulm                                  | ESC Ulm | TSG Öhringen | TSG Öhringen |
| ---------------------------------------- | --- | --- | ------------ |
| ESC Ulm                                  | \| 26. August 1951 in Schorndorf \| \| Ergebnis: 3:0 (1:0) \| \| Zuschauer: 1500 \| \| Schiedsrichter: Fritz Heller (Stuttgart) \| | \| 26. August 1951 in Schorndorf \| \| Ergebnis: 3:0 (1:0) \| \| Zuschauer: 1500 \| \| Schiedsrichter: Fritz Heller (Stuttgart) \| | TSG Öhringen |
| ESC Ulm                                  | Gameley – Schüßler. Locherer – Scheck, Fichter, Eberhardt – Vaas, Breyl, Wenzler, Arnold, Rißler                                   | Graf – Kastel, Herrmann – Joos, Erhardt, Bach – Sager, Leichtner, Rupp, Fudalla, Henzler                                           | TSG Öhringen |
| ESC Ulm                                  | 1:0 Breyl (35.) 2:0 Arnold (53.) 3:0 Wenzler (68.)                                                                                 | | TSG Öhringen |
| 26. August 1951 in Schorndorf            | | |              |
| Ergebnis: 3:0 (1:0)                      | | |              |
| Zuschauer: 1500                          | | |              |
| Schiedsrichter: Fritz Heller (Stuttgart) | | |              |

## Weblink
- wuerttfv.de